# Walter Gargano
Alejandro Walter Gargano Guevara (Paysandú, 27. srpnja 1984.) bivši je urugvajski nogometaš koji je igrao na poziciji veznog. 
Na dan 30. lipnja 2007., Walter je dogovorio transfer iz urugvajskog kluba Danubia, u talijanski nogometni klub SSC Napoli za naknadu od 2 milijuna £.
U sezoni 2012./13. Walter je bio na posudbi u milanskom Interu.

## Vanjske poveznice
- Profil na Transfermarktu
- Profil na Soccerwayu